# Robert Edeson
Robert Edeson (Los Angeles, 3 giugno 1868 – Hollywood, 24 marzo 1931) è stato un attore statunitense.

## Filmografia
- His Message, regia di Thomas H. Ince - cortometraggio (1912)
- The Colonel's Peril, regia di Francis Ford, Thomas H. Ince - cortometraggio (1912)
- The Hidden Trail, regia di Francis Ford - cortometraggio (1912)
- On the Firing Line, regia di Francis Ford - cortometraggio (1912)
- On Secret Service, regia di Thomas H. Ince - cortometraggio (1912)
- When Lee Surrenders, regia di Thomas H. Ince - cortometraggio (1912)
- The Paymaster's Son, regia di Francis Ford - cortometraggio (1913)
- The Mosaic Law, regia di Thomas H. Ince - cortometraggio (1913)
- With Lee in Virginia, regia di William J. Bauman - cortometraggio (1913)
- Love vs Duty, regia di Walter Edwards - cortometraggio (1914)
- The Call of the North, regia di Oscar Apfel, Cecil B. DeMille (1914)
- Where the Trail Divides, regia di James Neill (1914)
- The Girl I Left Behind Me, regia di Lloyd B. Carleton (1915)
- On the Night Stage, regia di Reginald Barker (1915)
- A Man's Prerogative, regia di George Nichols (1915)
- The Absentee, regia di Christy Cabanne (1915)
- Mortmain, regia di Theodore Marston (1915)
- The Cave Man, regia di Theodore Marston (1915)
- For a Woman's Fair Name, regia di Harry Davenport (1916)
- Big Jim Garrity, regia di George Fitzmaurice (1916)
- Fathers of Men, regia di William Humphrey (1916)
- The Light That Failed, regia di Edward José (1916)
- Public Defender, regia di Burton King (1917)
- The Mite of Love, regia di George Terwilliger - cortometraggio (1919)
- Sealed Hearts, regia di Ralph Ince (1919)
- Extravagance, regia di Phil Rosen (1921)
- Any Night , regia di Martin Beck (1922)
- Femmine folli  (Foolish Wives), regia di Erich von Stroheim (1922)
- Sure-Fire Flint, regia di Dell Henderson (1922)
- Il prigioniero di Zenda (The Prisoner of Zenda), regia di Rex Ingram (1922)
- Has the World Gone Mad! , regia di J. Searle Dawley (1923)
- Has the World Gone Mad!, regia di J. Searle Dawley (1923)
- I predatori (The Spoilers), regia di Lambert Hillyer (1923)
- The Silent Partner, regia di Charles Maigne (1923)
- To the Last Man, regia di Victor Fleming (1923)
- I dieci comandamenti (The Ten Commandments), regia di Cecil B. DeMille (1923)
- Don't Call It Love, regia di William C. de Mille (1923)
- Thy Name Is Woman, regia di Fred Niblo (1924)
- La signorina Mezzanotte (Mademoiselle Midnight), regia di Robert Z. Leonard (1924)
- Il trionfo (Triumph), regia di Cecil B. DeMille (1924)
- Men, regia di Dimitri Buchowetzki (1924)
- Missing Daughters, regia di William H. Clifford (1924)
- The Bedroom Window, regia di William C. de Mille (1924)
- Welcome Stranger, regia di James Young (1924)
- Anime nel turbine (Feet of Clay), regia di Cecil B. DeMille (1924)
- Locked Doors, regia di William C. deMille (1925)
- Il letto d'oro (The Golden Bed), regia di Cecil B. DeMille (1925)
- The Rag Man, regia di Edward F. Cline (1925)
- Men and Women, regia di William C. de Mille (1925)
- La brigantessa (Go Straight), regia di Frank O'Connor (1925)
- Blood and Steel
- Il treno della morte (The Danger Signal), regia di Erle C. Kenton (1925)
- Keep Smiling, regia di Albert Austin, Gilbert Pratt (1925)
- Tenth Avenue, regia di William C. de Mille (1928)
- The Man Higher Up, regia di William C. de Mille (1929)
- Carnevale romantico (Cameo Kirby), regia di Irving Cummings (1930)
- Il trapezio della morte (Swing High), regia di Joseph Santley (1930)
- Nella morsa delle rotaie (Danger Lights), regia di George Brackett Seitz (1930)
- L'ombra dell'apocalisse (The Way of All Men), regia di Frank Lloyd (1930)
- Pardon My Gun
- Il gallo della checca
- L'ultimo poker (Big Money), regia di Russell Mack (1930)
- La sferzata (The Lash), regia di Frank Lloyd (1930)
- Aloha, regia di Albert S. Rogell (1931)